# Windermere (Stadt in Cumbria)
Windermere ist eine Ortschaft in Cumbria (England) mit 2295 Einwohnern, ungefähr einen Kilometer vom gleichnamigen See entfernt gelegen. Obwohl Windermere selbst den See nicht berührt, ist es mittlerweile mit der älteren am See gelegenen Stadt Bowness-on-Windermere zusammengewachsen, wenn auch die beiden Orte ihren jeweils eigenen Ortskern bewahrt haben. In Windermere befinden sich einige Museen, die Hauptattraktion für Besucher ist jedoch der See, der Bowness etwa zwanzig Gehminuten vom oberen Ende der Ortschaft Windermere am Fuße des Hügels berührt.
Bis zum Bau der Eisenbahnstrecke der Kendal and Windermere Railway trug Windermere den Namen Birthwaite; durch die Eisenbahn wurde die Entwicklung des Dorfes gefördert. Vom Bahnhof Windermere aus stehen Züge und Busverbindungen in die Umgebung zur Verfügung, nach Manchester, zum Flughafen Manchester und zur West Coast Main Line.
Die geologischen Formationen der Gegend sind nach der Ortschaft benannt. Das Sedimentgestein wird als Windermere-Gruppe bezeichnet.
Windermere ist seit 1998 in einer Städtepartnerschaft mit Dießen am Ammersee (Oberbayern) verbunden, wo der „Freundeskreis Ammersee-Windermere e. V.“ die Partnerschaft pflegt.

## Persönlichkeiten

### Söhne und Töchter der Gemeinde
- Arthur Somervell (1863–1937), Komponist und Musikpädagoge
- Ian Watt (1917–1999), Anglist, Hochschullehrer und Literaturkritiker
- David William Snow (1924–2009), Ornithologe
- Alfred Hayes (1928–2005), Wrestler, Wrestling-Manager und Kommentator für die World Wrestling Federation

### Mit der Gemeinde verbundene Persönlichkeiten
- David Clark, Baron Clark of Windermere (* 1939), Politiker (Labour Party)